# STS-4

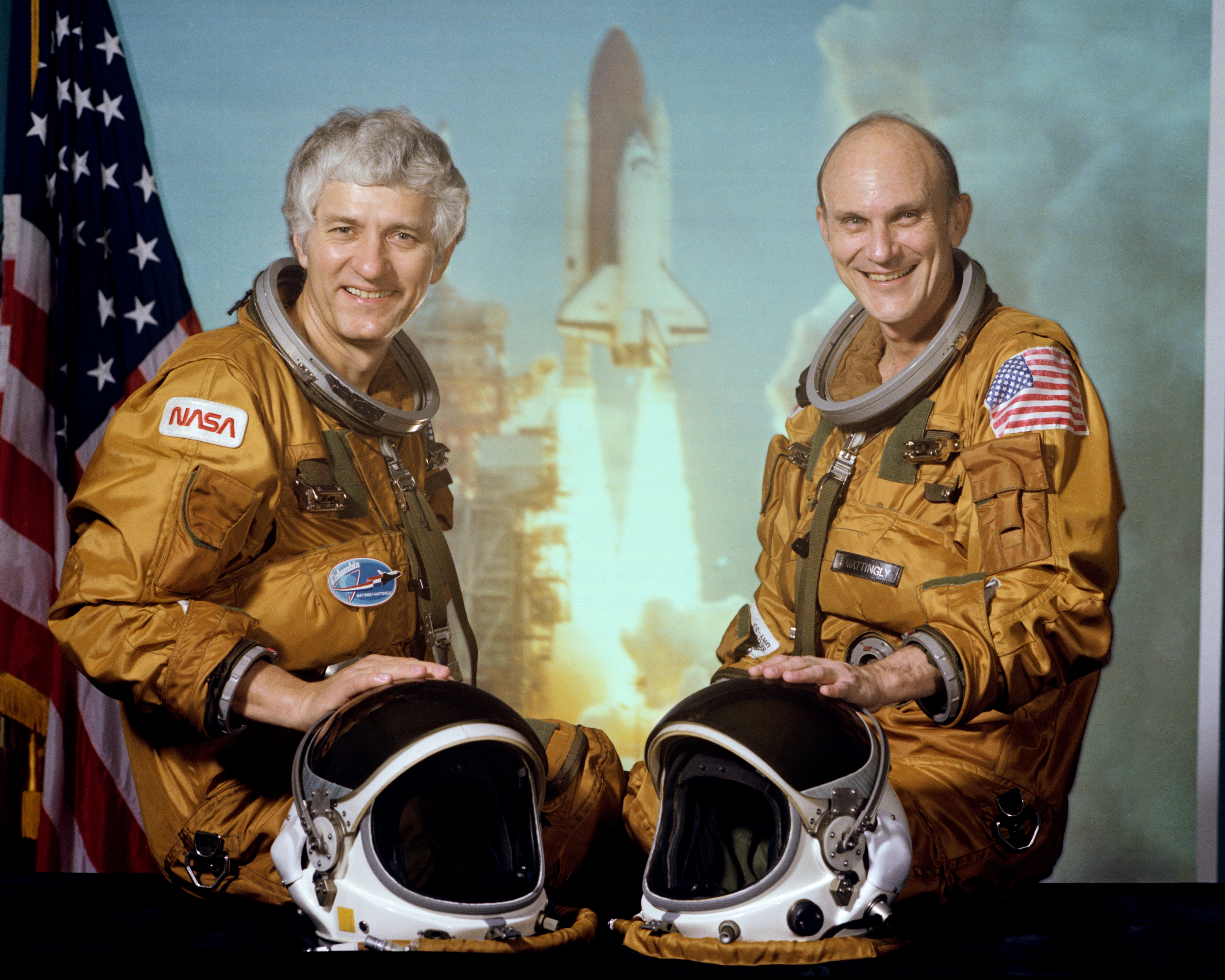
Екіпаж STS-4

STS-4 — космічний політ БТКК «Колумбія» за програмою «Спейс Шаттл».
STS-4 був останнім випробувальним польотом шаттла; після цього він був офіційно оголошений введеним в експлуатацію. Під час місії «Колумбія» перевозила численні наукові вантажі, а також військові системи виявлення ракет.

## Екіпаж
- (НАСА): Кен Маттінглі (2) — командир.
- (НАСА): Генрі Воррен Гартсфілд (1) — пілот.

## Параметри польоту
- Маса:
  - Маса при старті: 109 616 кг
  - Маса при приземленні: 94 774 кг
  - Корисне навантаження: 11 109 кг
- Перигей: 295 км
- Апогей: 302 км
- Нахил: 28,5°
- Період звернення: 90,3 хв

## Опис польоту
Останній випробувальний політ БКТС «Спейс Шаттл». Перша посадка шатла на бетонну смугу.

## Галерея

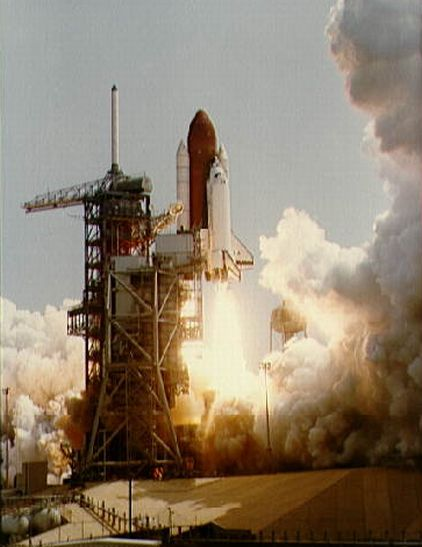
Старт шатла «Колумбія» STS-4.
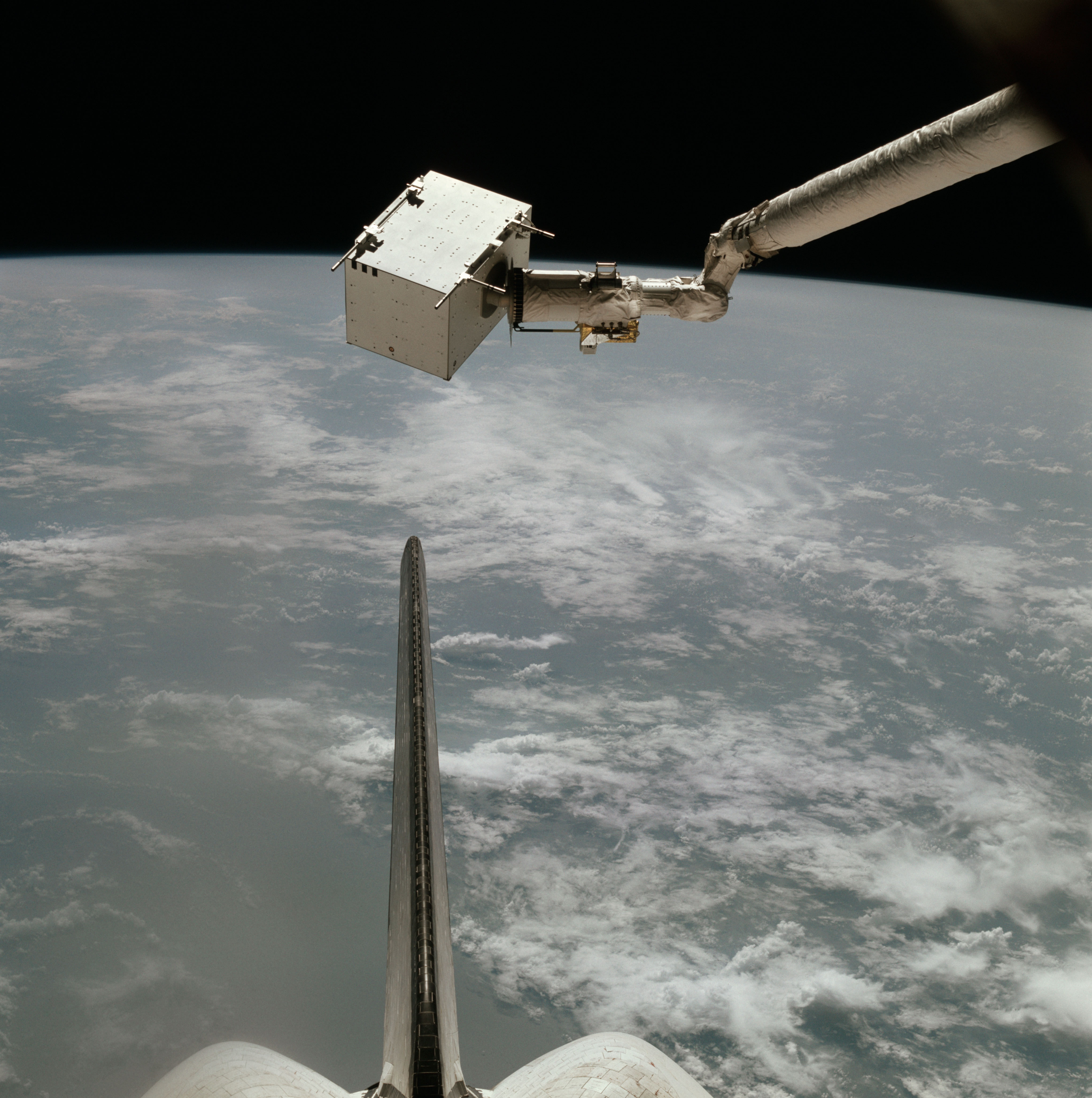
У космосі, управління маніпулятором.